# Etyek
Etyek là một thị trấn thuộc hạt Fejér, Hungary. Thị trấn này có diện tích 53,27 km², dân số năm 2010 là 4319 người, mật độ 81 người/km².